# تيد كاراس
تيد كاراس (بالإنجليزية: Ted Karras)‏ هو لاعب كرة قدم أمريكية أمريكي، ولد في 15 مارس 1993 في شيكاغو في الولايات المتحدة.

## وصلات خارجية
- تيد كاراس على موقع مرجع كرة القدم المحترفة.كوم (الإنجليزية)